# عبدالحسین ناصری
عبدالحسین ناصری (زادهٔ ۱۳۴۳ در گنبدکاووس) نمایندهٔ حوزهٔ انتخابیهٔ گرگان و آق‌قلا در دورهٔ ششم مجلس شورای اسلامی بوده‌است. وی در دورهٔ هشتم نیز عضو این مجلس بود.